# 椿屋四重奏
椿屋四重奏（つばきやしじゅうそう）は、2000年に結成された日本のロックバンド。ワーナーミュージック・ジャパン所属。

## 経歴
2000年、宮城県仙台市にて中田裕二により結成される。幾度かのメンバーチェンジを経て、2002年11月に中田、永田、小寺の3人編成となる(※仙台出身のメンバーは一人もいない)。
2006年3月31日にSHIBUYA-AXにて行われたライブ『熱視線IV 〜ENDLESS GAME〜』公演にて、サポートメンバーとして参加していた安高のメンバー加入を発表、「四重奏」となった。
2007年5月9日、ワーナーミュージック・ジャパンよりシングル『LOVER』をメジャー移籍第一弾として発表。
2010年3月1日、安高が音楽的な方向性の違いにより脱退を発表。
2010年7月に東名阪で行われた熱視線8「KICK START MY HEART」では、サポートギタリストとして手島大輔が参加。
サポートキーボードのYANCYを加えた5人編成でライブを行っていた。
2010年12月31日、Zepp Sendaiにて行なわれたカウントダウンライブ「SENDAI SUNRISE」をもって解散。
2011年1月11日、公式サイトと中田のブログにて解散を発表。2010年の夏頃にはバンドの解散が決まっていたといい、「最後の最後まで現在進行形のバンドでいたかった(中田)」との理由から、解散ツアーは行わなかった。
2021年4月17日、東京・LINE CUBE SHIBUYAで行われた中田のソロ活動10周年記念ワンマンライブ＜YUJI NAKADA 10TH ANNIVERSARY SPECIAL LIVE “ALL THE TWILIGHT WANDERERS”＞のアンコールにて中田、永田、小寺の初期メンバーで1夜限りの再結成を果たした。(披露されたのは「群青」「成れの果て」の2曲)
2023年6月24日 中田裕二”MOONAGE SYNDROME"ツアーの東京最終公演で 「椿屋四重奏二十周年」の映像が流され、今夏限定で活動を再開し、４公演【フェス(北海道)、対バン(宮城)、ワンマン(東京、大阪)】行われることが発表された
アンコールにて中田、永田、小寺の初期メンバーで東京公演限定で再結成を果たした。(披露されたのは「群青」「かたはらに」の2曲)
2024年12月26日、中田裕二”年忘れワンマン"ツーデイズ（東京：日本橋三井ホール）初日にて、『”椿屋四重奏ライブ” アンコールツアー「椿屋酔夢譚」by 椿屋四重奏2025』 の開催決定がアナウンスされ、2025年2月24日大阪・なんばHatchを皮切りに3月20日東京・豊洲PITまでの計７公演(全てワンマン)が開催された。
2005年に東京で開催された3本の単独公演の映像をコンパイルした3枚組Blu-ray『椿屋四重奏映像記録2005 -愛と幻の導火線-』が一般流通に先駆け”椿屋四重奏2025ツアー「椿屋酔夢譚」”最終公演の会場である豊洲PITで先行発売された。同作品に収録されている公演はインディーズ時代を総括する映像作品として2006年にリリースされた『愛と幻のエンドレスゲーム』にも数曲収録されているがそれぞれの公演がフルサイズで収録されるのは初となる。

## メンバー
- 中田裕二（なかだ ゆうじ、1981年4月17日 - ）（44歳）
  - ボーカル、ギター担当。熊本県出身。バンドの楽曲の作詞・作曲に加え、編曲も担当していた。
  - バンドと平行して2009年から「SONG COMPOSITE」名義でも活動を始め[11]、解散後はソロとして活動[12]。
- 永田貴樹（ながた たかしげ、1982年2月8日 - ）（43歳）
  - ベース担当。熊本県出身。
  - バンド解散後、音楽活動を引退した[5]。
- 小寺良太（こでら りょうた、1976年3月28日 - ）（49歳）
  - ドラムス担当。岡山県出身[13]。
  - 元メロディオンズ(1997年から2002年まで在籍)のドラマーで、脱退後に椿屋四重奏に加入[13]。
  - 解散後は手島大輔trio invite小寺良太他、moke(s)、ザ・ぶどうかんズのメンバー、セッションミュージシャン、ドラムテック、ドラム講師として活動中[13][14][15]。

中田と永田は熊本市立京陵中学校の同級生である。

### 元メンバー
- 安高拓郎（やすたか たくろう、1976年3月3日 - ）（49歳）
  - ギター担当。北海道出身。元クラッシュ・イン・アントワープのギタリスト。現在はwilberryに所属。
  - 2006年から2010年まで在籍[1]
- 寺澤敬博（てらさわ　たかひろ）元ハイチーズのドラムス　現Limoのドラムス　自主制作CD 一刹那　みことすがら発表時のメンバー
- 佐竹政幸（さたけ　まさゆき）　自主制作CD みことすがら発表時のメンバー

### サポートメンバー
- 手島大輔（てしま だいすけ、1981年 - ）
  - ギター担当。Swing Amorのリードギタリスト。
- YANCY
  - キーボード担当。中田のソロ「SONG COMPOSITE」のツアーにも帯同していた[11]。

## 作品

### アルバム

#### ミニアルバム
| 枚  | リリース日    | タイトル   | 規格品番                                        | 最高順位 |
| --- | ------------- | ---------- | ----------------------------------------------- | -------- |
| 1st | 2003年8月27日 | 椿屋四重奏 | UKDZ-0029 UKDZ-29（インディペンデントレーベル） |          |

#### オリジナルアルバム
| 枚  | リリース日    | タイトル                 | 規格品番                                        | 最高順位 |
| --- | ------------- | ------------------------ | ----------------------------------------------- | -------- |
| 1st | 2004年4月21日 | 深紅なる肖像             | UKDZ-0034 UKDZ-34（インディペンデントレーベル） | 78位     |
| 2nd | 2005年9月14日 | 薔薇とダイヤモンド       | UKDZ-0045 UKDZ-45                               | 21位     |
| 3rd | 2008年2月6日  | TOKYO CITY RHAPSODY      | UKDZ-0049                                       | 19位     |
| 4th | 2009年8月19日 | CARNIVAL                 | WPZL-30150/1（初回限定盤） WPCL-10733（通常盤） | 16位     |
| 5th | 2010年8月4日  | 孤独のカンパネラを鳴らせ | WPCL-10843                                      | 15位     |

#### ベストアルバム
| 枚  | リリース日    | タイトル       | 規格品番                                        | 最高順位 |
| --- | ------------- | -------------- | ----------------------------------------------- | -------- |
| 1st | 2008年3月19日 | RED BEST       | UKDZ-0068 UKDZ-68（インディペンデントレーベル） | 48位     |
| 2nd | 2011年4月6日  | BEST MATERIALS | WPZL-30275（初回限定盤） WPZL-10929（通常盤）   | 17位     |

### シングル
| 枚  | リリース日     | タイトル        | 規格品番                                        | 最高順位 |
| --- | -------------- | --------------- | ----------------------------------------------- | -------- |
| 1st | 2005年6月8日   | 紫陽花/螺旋階段 | UKDZ-0044 UKDZ-44（インディペンデントレーベル） | 48位     |
| 2nd | 2006年6月7日   | 幻惑            | UKDZ-0049                                       | 42位     |
| 3rd | 2006年9月6日   | トワ            | UKDZ-0053 UKDZ-53（インディペンデントレーベル） | 44位     |
| 4th | 2007年5月9日   | LOVER           | WPCL-10403                                      | 32位     |
| 5th | 2007年8月8日   | 恋わずらい      | WPCL-10424                                      | 31位     |
| 6th | 2008年1月23日  | 不時着          | WPCL-10450                                      | 43位     |
| 7th | 2010年5月26日  | いばらのみち    | WPZL-30179/80（初回盤） WPCL-10780（通常盤）    | 20位     |
| 8th | 2010年11月24日 | マテリアル      | WPZL-30242/3（初回盤） WPCL-10883（通常盤）     | 26位     |

### 映像作品
| 枚  | リリース日    | タイトル                                 | 規格品番     | 最高順位             |
| --- | ------------- | ---------------------------------------- | ------------ | -------------------- |
| 1st | 2005年6月8日  | 愛と幻のエンドレスゲーム                 | UKDZDV-54    | 音楽DVDチャート116位 |
| 2nd | 2011年4月6日  | PAST EMOTIONS                            | WPBL-90146/8 | 音楽DVDチャート27位  |
| 3rd | 2025年3月20日 | 椿屋四重奏 映像記録2005 -愛と幻の導火線- | NFBD-0001/3  |                      |

### 参加作品
| 発売日         | タイトル                                                           | 規格品番                | 収録曲                     | 備考                           | 出典          |
| -------------- | ------------------------------------------------------------------ | ----------------------- | -------------------------- | ------------------------------ | ------------- |
| 2003年5月2日   | STYLUS#7 「WHO'S NEXT」編 〜オワラナイユメ、イロトリドリノミライ〜 | CCJ-0008                | 波紋                       | STYLUS / COLLEGE CHART JAPAN   |               |
| 2004年8月11日  | 青田屋3号                                                          | ANNR-1006               | 小春日和                   | オールナイトニッポンレコード   |               |
| 2004年6月30日  | E.V. Junkie 2〜GuitarRocking〜                                     | SRCL-5717〜18 SRCL-5719 | 群青                       | MASTERSIX FOUNDATION           |               |
| 2006年1月25日  | daimasの日記スペシャルの日記                                       | UKDZ-0047DV             | 踊り子                     | DAIZAWA RECORDS                |               |
| 2009年12月9日  | THIS IS FOR YOU〜THE YELLOW MONKEY TRIBUTE ALBUM                   | BVCL-50                 | BURN                       | Ariola                         |               |
| 2010年06月23日 | Q;indivi+ 『ACACIA;』 ゲストヴォーカリスト:中田裕二                | WPCL-10825              | LOVELESS                   | ワーナーミュージック・ジャパン | [ 16 ] [ 17 ] |
| 2012年4月11日  | 代沢時代 〜Decade of Daizawa Days〜                                | UKDZ-0121               | 幻惑                       | DAIZAWA RECORDS/UK.PROJECT     |               |
| 2012年05月23日 | 東京こんぴ 藍盤                                                    | VICL-63874              | トーキョー・イミテーション | Victor Entertainment           |               |

### 配信限定
- アンブレラ
乙一の長編小説『死にぞこないの青』を原作とした同名映画の主題歌。
4thアルバム『CARNIVAL』収録。

## タイアップ一覧
| 使用年 | 曲名         | タイアップ                                                            | 初出                              |
| ------ | ------------ | --------------------------------------------------------------------- | --------------------------------- |
| 2004年 | 小春日和     | NHK-FM『ミュージック・スクエア』2004年4月・5月度エンディングテーマ    | 1stアルバム『深紅なる肖像』       |
| 2005年 | 紫陽花       | 映画『誰が心にも龍は眠る』主題歌                                      | 1stシングル『紫陽花/螺旋階段』    |
| 2005年 | プロローグ   | NHK-FM『ミュージック・スクエア』2005年8月・9月度エンディングテーマ    | 2ndアルバム『薔薇とダイヤモンド』 |
| 2007年 | LOVER        | テレビユー福島『MUSIC BARパロパロ』オープニングテーマ                 | 4thシングル『LOVER』              |
| 2007年 | LOVER        | 岩手めんこいテレビ『BEATNIKS』エンディングテーマ                      | 4thシングル『LOVER』              |
| 2007年 | 恋わずらい   | 岩手めんこいテレビ『BEATNIKS』オープニングテーマ                      | 5thシングル『恋わずらい』         |
| 2008年 | アンブレラ   | 映画『死にぞこないの青』主題歌                                        | 4thアルバム『CARNIVAL』           |
| 2008年 | アンブレラ   | フォーサイド・ドット・コム「IラブMUSICフルMODE」CMソング              | 4thアルバム『CARNIVAL』           |
| 2009年 | シンデレラ   | 首都圏トライアングル『1230アッと!!ハマランチョ』9月エンディングテーマ | 4thアルバム『CARNIVAL』           |
| 2010年 | いばらのみち | 東海テレビ・フジテレビ系昼ドラ『娼婦と淑女』主題歌                    | 7thシングル『いばらのみち』       |
| 2010年 | マテリアル   | テレビ東京系連続ドラマ『モリのアサガオ』エンディングテーマ            | 8thシングル『マテリアル』         |

## 媒体等出演

### テレビ
| 放送年月日    | 番組系列       | 番組名            | 出演内容                                                                                  |
| ------------- | -------------- | ----------------- | ----------------------------------------------------------------------------------------- |
| 2005年6月17日 | テレビ朝日系列 | MUSIC STATION     | 椿屋四重奏「紫陽花」                                                                      |
| 2005年7月2日  | NHK総合        | POP-JAM           | 出演者氏名：椿屋四重奏                                                                    |
| 2006年12月1日 | フジテレビ系列 | 僕らの音楽        | #135「ワインレッドの心」（オリジナル：安全地帯 1983）cover by 森山直太朗×椿屋四重奏       |
| 2007年5月10日 | NHK BS-2       | ウェンズデーJ-POP | ゲスト：椿屋四重奏                                                                        |
| 2007年5月12日 | NHK総合        | MUSIC JAPAN       | 出演者氏名：椿屋四重奏                                                                    |
| 2007年5月14日 | TBS系列        | 月光音楽団        | うたゲスト：椿屋四重奏「LOVER」                                                           |
| 2008年2月22日 | フジテレビ系列 | 僕らの音楽        | #195「愛し君へ」（オリジナル：森山直太朗 2004）cover by 森山直太朗×中田裕二（椿屋四重奏） |

## 出演
- うしみつトワイライト（bayfm、2003年10月5日 - 2006年12月24日）※中田裕二のみ
- FROM S NEO（Date fm、2005年4月4日 - 2008年3月31日）
- 「UP's BEAT」Tuesday（InterFM、2009年7月7日 - 2009年9月30日）

## 主なライブ
- 2003年 - 熱視線    椿屋四重奏 処女作発売記念
- 2004年 - 熱視線2 くれない心中
- 2005年 - 熱視線3 狂おしいほどじれったい
- 2005年 - 九段心中
- 2005年 - TOUR '05 "ROCK ON GENTLEMEN"
- 2006年 - 熱視線4 ENDLESS GAME
- 2006年 - TOUR '06 "sexual beat explosion
- 2007年 -  熱視線5 mad about you
- 2008年 - TOUR '08 "CITY OF SILVER"
- 2008年 - 熱視線6 live circuit 「SECRET ROOM」
- 2009年 - 椿屋四重奏APARTMENT限定ライブ
- 2009年 - 熱視線7 「TUMBLING VACATION」
- 2009年 - TOUR '09 "CARNIVAL"
- 2010年 - 熱視線8 "KICK START MY HEART"
- 2010年 - TOUR '10 "BRIGHTEST DARKNESS"
- 2023年 - 椿屋四重奏二十周年 と THE YOUTH "伊達男頂上決戦"
- 2023年 - 椿屋四重奏二十周年記念公演 "真夏の宵の夢"
- 2025年 - ”椿屋四重奏ライブ” アンコールツアー「椿屋酔夢譚」by 椿屋四重奏2025

## インタビュー
- 公式ホームページ
- SAPPORO MUSIC NAKED インタビュー1
- SAPPORO MUSIC NAKED インタビュー2